# Li Jianbin
Li Jianbin (chiń. 李建滨; ur. 19 kwietnia 1989 w Binzhou) – chiński piłkarz występujący na pozycji obrońcy w Shanghai Greenland.

## Kariera klubowa
Li zawodową karierę rozpoczynał w 2008 w zespole Chengdu Blades z Chinese Super League. W debiutanckim sezonie 2008 w tych rozgrywkach nie wystąpił jednak ani razu. W latach 2008–2009 grał na wypożyczeniu w hongkońskim Hong Kong Sheffield United, będącym rezerwami Chengdu Blades. W sezonie 2009 Li zadebiutował w barwach Chengdu w Chinese Super League. W tym samym sezonie spadł z zespołem do China League One. W 2010 awansował z nim jednak do Chinese Super League.
26 grudnia 2011 został zawodnikiem Guangzhou Evergrande. W dniu 20 listopada 2012 Li został wypożyczony do Shanghai Shenhua do końca sezonu ligowego 2013. W 2014 grał w Henan Jianye, a w 2015 ponownie przeszedł do zespołu z Szanghaju.

## Kariera reprezentacyjna
W reprezentacji Chin Li zadebiutował 2 stycznia 2011 w wygranym 3:2 towarzyskim meczu z Irakiem. W tym samym roku został powołany do kadry na Puchar Azji.